# Acetylaceton
Acetylaceton (systematický název pentan-2,4-dion) je organická sloučenina, která vytváří dva tautomery. Ketoforma má vzorec CH3COCH2COCH3.
Přestože je sloučenina nazvána podle diketonové formy, enolová forma je významnou složkou látky a v mnoha rozpouštědlech převažuje.
Tato látka je prekurzorem acetylacetonátu (acac), běžného bidentátního ligandu. Je také základem pro syntézu heterocyklických sloučenin.

## Vlastnosti

### Tautomerie
Keto- a enolforma existují společně; jedná se o tautomery. Enolforma má symetrii C2v, což znamená, že vodíkový atom je rovnoměrně sdílen mezi oběma kyslíkovými atomy. V plynném skupenství je rovnovážná konstanta Kketo→enol 11,7 (ve prospěch enolformy). Oba tautomery se dají snadno rozlišit pomocí NMR spektroskopie, infračervené spektroskopie a dalších metod.
| Rozpouštědlo      | Kketo→enol |
| ----------------- | ---------- |
| Plynné skupenství | 11,7       |
| Cyklohexan        | 42         |
| Toluen            | 10         |
| THF               | 7,2        |
| DMSO              | 2          |
| Voda              | 0,23       |

Rovnovážná konstanta je vysoká v nepolárních rozpouštědlech; ketoforma má větší zastoupení v polárních rozpouštědlech s přítomností vodíkových vazeb, například ve vodě.

### Kyselost/zásaditost
Acetylaceton je slabá kyselina:
| rozpouštědlo        | T/°C | pKa       |
| ------------------- | ---- | --------- |
| 40% ethanol/voda    | 30   | 9,8       |
| 70% 1,4-dioxan/voda | 28   | 12,5      |
| 80% DMSO/voda       | 25   | 10,16     |
| DMSO                | 25   | 13,41     |
| voda                | 25   | 8,99±0,04 |

Velmi silné zásady, například organolithné sloučeniny, způsobují dvojnásobnou deprotonaci acetylacetonu. Vzniklé produkty mohou být alkylovány.

## Příprava a výroba
Acetylaceton se průmyslově vyrábí tepelným přesmykem isopropenylacetátu:
CH2=C(CH3)OC(O)CH3 → CH3C(O)CH2C(O)CH3
Metody laboratorní přípravy začínají acetonem. Prvním způsobem je reakce acetonu s acetanhydridem za přítomnosti BF3 jako katalyzátoru:

(CH3CO)2O + CH3C(O)CH3 → CH3C(O)CH2C(O)CH3
Druhý způsob spočívá v kondenzaci acetonu a ethylacetátu následované reakcí s kyselinou:

NaOEt + EtO2CCH3 + CH3C(O)CH3 → NaCH3C(O)CHC(O)CH3 + 2 EtOH
NaCH3C(O)CHC(O)CH3 + HCl → CH3C(O)CH2C(O)CH3 + NaCl
Díky jednoduchosti uvedených postupů je známo mnoho acetylacetonátů, tedy solí a esterů acetylacetonu, například C6H5C(O)CH2C(O)C6H5 (dbaH) a (CH3)3CC(O)CH2C(O)CC(CH3)3.

## Reakce

### Kondenzace
Acetylaceton je všestranným prekurzorem heterocyklických sloučenin, jelikož obě ketoskupiny mohou podstoupit kondenzační reakce. Reakcí s hydrazinem vznikají pyrazoly, s močovinou pyrimidiny.

### Koordinační chemie
Acetylacetonátový aniont, acac−, vytváří komplexy s mnoha ionty přechodných kovů. Hlavním způsobem jejich přípravy je reakce příslušného iontu s acetylacetonem za přítomnosti zásady (B):

MBz + z Hacac ⇌ M(acac)z + z BH
Zásada umožňuje odstranění protonů z acetylacetonu a posouvá rovnováhu reakce ve prospěch komplexu. Oba kyslíkové atomy se naváží na kov za vzniku šestičlenného chelátového kruhu. V některých případech je chelatační efekt tak silný, že k tvorbě komplexu není třeba přítomnost zásady. Jelikož takový komplex nemá elektrický náboj, je nerozpustný ve vodě ale rozpustný v nepolárních organických rozpouštědlech.

## Biologická rozložitelnost
Acetylaceton se rozkládá působením enzymu acetylacetondioxygenázy, který štěpí vazbu C-C v molekule za vzniku acetátu a 2-oxopropanalu. Enzym k činnosti potřebuje železnaté nebo zinečnaté kationty, které slouží jako prostetická skupina. Biologický rozklad acetylacetonu byl pozorován u bakterie Acinetobacter johnsonii.
C5H8O2 + O2 → C2H4O2 + C3H4O2